# 17024 Costello
17024 Costello este un asteroid din centura principală de asteroizi.

## Descriere
17024 Costello este un asteroid din centura principală de asteroizi. A fost descoperit pe 15 martie 1999 la Reedy Creek de John Broughton. Asteroidul prezintă o orbită caracterizată de o semiaxă mare de 2,43 ua, o excentricitate de 0,07 și o înclinație de 5,3° în raport cu ecliptica.